# Kuurne
Kuurne (in francese Cuerne, in italiano storico Crona) è un comune belga di 13 105 abitanti, situato nella provincia fiamminga delle Fiandre Occidentali.

## Amministrazione

### Gemellaggi
- Kuressaare, dal 1998
- Chiuza, dal 1999
- Cluj-Napoca, dal 1999
- Marcq-en-Baroeul, dal 2009